# Gerhard Dumbar (1680-1744)

Gerhardus Dumbar, geschilderd door Gerhard Jan Palthe

Gerhard Dumbar (Deventer, november 1680 - Deventer, 6 april 1744) was vanaf 1708 secretaris (geheimschrijver) en archivaris van de stad Deventer. Hij gaf verschillende geschiedkundige werken uit, waaronder in 1719 de valse Rijmkroniek van Klaas Kolijn (1719). De bronnenuitgaven van Gerhard Dumbar omvatten meer dan alleen de geschiedenis van de stad Deventer en de provincie Overijssel. Hij was de grootvader van historicus Gerhard Dumbar (1743-1802), die op zijn beurt grootvader was van historicus Gerard Dumbar (1815-1878).

## Loopbaan
Gerhard Dumbar studeerde te Franeker en te Leiden, waar hij promoveerde tot doctor in rechten en wijsbegeerte. In 1705 werd hij lid van de Gezworen Gemeente van de stad Deventer en in 1708 werd hij serviesmeester. Op 18 januari 1708 werd Dumbar secretaris van zijn geboortestad. Hij bezat een aanzienlijke bibliotheek met veel zeldzame handschriften, die hij deels publiceerde. Kort na zijn dood werd een deel van zijn collectie geveild. Voor deze veiling, die in 1746 plaatsvond, werd een catalogus gemaakt, de Catalogus Biblioth. Dumbarianae.

## Werken
- Analecta seu vetera aliqiuot scripta inedita, ab ipso publici juris facta..., (Deventer: Johannes van Wyk, 1719-1722; 3 delen), De Rijmkroniek van Klaas Kolijn staat op p. 245-286. De verdere door Dumbar aangekondigde delen zijn niet verschenen.
- Het kerkelijk en Wereltlijk Deventer, behelzende eene uitvoerige beschryving van stats oirsprong, verscheide benaemingen, gelegenheit...als ook een omstandigh verhasel der beurtenissen van oude tyden af...: uit echte bezegelde brieven, kloosterschriften en oude aentekeningen, meest alle nooit voorhene gedrukt, en verscheide voornaeme schryveren (Deventer: Henrik Willem van Welbergen, 1732; herdruk: Arnhem: Johan Christoffel Nebe, 1752). Het boek wordt als bijzonder belangrijk gezien in de geschiedschrijving van Deventer. Het bevat onder meer informatie over de Broeders van het Gemene Leven, "De Magistro Gherardo Grote, domino Florencio et multis aliis devotis fratribus" van Rudolf Dier van Muiden en de "Historia Hollandica" van Willem Nagge, die de periode 826-1197 beslaat. Ook bevat het de tekst van het oudste stadsrecht (1486) en een namenlijst van de stedelijke overheden van 1266 tot 1729 en van de gezworen gemeenten van 1601 tot 1729.[1] Een tweede deel werd uitgegeven door kleinzoon Gerhard Dumbar op basis van nagelaten aantekeningen van zijn grootvader. Het werd gedrukt te Deventer  bij Lucas Leemhorst. Dit deel bevat onder meer de "Overijsselsche Chronycke", die de periode 700-1553 beslaat, alsmede de "Memorien van Reinico Fresinga van Frennicker over gedenkerdigen dingen van Friesland, Overijssel, Ommelanden, Drente, Groningen en Lingen".

- Bibliothèque nationale de France: cb12072561z (data)
- Biografisch Portaal: 33515975
- Digitale Bibliotheek voor de Nederlandse Letteren: dumb001
- Gemeinsame Normdatei: 173162606
- International Standard Name Identifier: 0000 0003 5882 3651
- Nederlandse Thesaurus van Auteursnamen: 073455628
- Virtual International Authority File: 209467331
- WorldCat: E39PBJrKTXcthYWHYBYGphVpyd